# ماینتریناوو (بخش)
ماینتریناوو (به لاتین: Maintirano District) یک بخش‌های ماداگاسکار در ماداگاسکار است که در ملاکی (ماداگاسکار) واقع شده‌است. ماینتریناوو ۱۰٬۰۳۱ کیلومتر مربع مساحت و ۵۲٬۷۰۰ نفر جمعیت دارد.